# Albert Mayaud
Albert Mayaud (ur. 31 marca 1899 w Paryżu, zm. 14 sierpnia 1987 tamże) – francuski piłkarz wodny, medalista olimpijski Letnich Igrzysk Olimpijskich 1924 w Paryżu.
Wraz z drużyną zdobył złoty medal olimpijski w piłce wodnej.
Ponadto brał udział w igrzyskach w Antwerpii (1920), gdzie uczestniczył w turnieju piłki wodnej oraz sztafecie 4 × 200 m stylem dowolnym, jednak bez żadnych sukcesów.
Jego żona Odette Monard startował na igrzyskach olimpijskich w 1024 w pływaniu.